# Sredozemski sokol
Sredozemski sokol (latinsko znanstveno ime Falco eleonorae) je ujeda iz družine sokolov.

## Opis
Ta srednje veliki sokol, velik med 36 - 42 cm ter razponom kril med 87 in 104 cm je na pogled zelo podoben škrjančarju, le da je od njega nekoliko večji in ima daljše peruti in rep. Pojavlja se v dveh barvnih različicah. V eni je po zgornji strani temno sive, po spodnji pa rjasto rjave barve. V drugi je po zgornji strani temno rjav, skoraj črn, spodaj pa enako rjasto rjav kot v sivi različici. Leti podobno kot škrjančar in je v zraku izjemno okreten.
Svoje latinsko ime je dobil po sardinski sodnici in junakinji Eleonori Arborejski, ki je prva na svetu z zakonom zaščitila kakšno ptico, navadno postovko. Zaradi njene predanosti zaščiti ogroženih ujed so po njej poimenovali to vrsto sokola.

## Razširjenost
Sredozemski sokol je razširjen le v Sredozemlju, po grških in ostalih sredozemskih otokih in ob obalah Severne Afrike, Italije in Španije. Je selilka, ki prezimuje na Madagaskarju. Njegov življenjski prostor so gole skalnate pokrajine, kjer lovi utrujene ptice selivke in večje leteče žuželke.
Sredozemski sokol je izjemno družabna ptica, ki gnezdi v kolonijah in sicer v mesecu avgustu. Gnezda si gradi na skalnatih tleh.